# هوواک گالویان (هنرپیشه زاده ۱۹۷۳)
هوواک داوتی گالویان (ارمنی: Հովակ Դավթի Գալոյան؛ انگلیسی: Hovak Davit Galoyan زادهٔ ۱۷ سپتامبر ۱۹۷۳) بازیگر اهل ارمنستان است. وی از سال ۱۹۹۲ میلادی تاکنون مشغول فعالیت بوده‌است. در سال ۲۰۱۴ عنوان افتخاری هنرمند افتخاری جمهوری ارمنستان با حکم سرژ سارگسیان، رئیس‌جمهور ارمنستان به وی اعطا گردید.

## زندگی‌نامه
وی در ۱۷ سپتامبر ۱۹۷۳ در ایروان به دنیا آمد  وی نوه هوواک گالویان می‌باشد. وی از انستیتو دولتی هنری و نمایشی ایروان فارغ‌التحصیل گشت. همچنین برندهٔ جوایزی همچون هنرمند افتخاری جمهوری ارمنستان (۲۰۱۴) شده‌است.

## بخشی از فیلمشناسی
از فیلم‌ها یا برنامه‌های تلویزیونی که وی در آن نقش داشته‌است می‌توان به آثار زیر اشاره کرد.
- مادر جایگزین (مجموعه تلویزیونی ارمنستانی) (۲۰۱۶–۲۰۱۷)
- بیگانه (مجموعه تلویزیونی ارمنستانی) (۲۰۱۷)
- دفتر خاطرات روزانه الن (۲۰۱۷–۲۰۱۹)